# Bernard de Lippe
Le prince Bernard de Lippe (Bernhard Kasimir Wilhelm Friedrich Gustav Heinrich Eduard; Oberkassel, 26 août 1872 – Munich, le 19 juin 1934) est un membre de la branche de Lippe-Biesterfeld de la Maison de Lippe. Il est plus notable pour être le père du Bernhard de Lippe-Biesterfeld, le prince consort de la reine Juliana des Pays-Bas.

## Biographie
Le prince Bernard de Lippe, né comte de Lippe-Biesterfeld à Oberkassel, le 26 août 1872, est le deuxième fils de Ernest II de Lippe-Biesterfeld, régent (1897-1904) de la principauté de Lippe, et de la comtesse Caroline de Wartensleben. Il est un jeune frère de Léopold IV de Lippe, qui devient prince de Lippe, en 1905. Il poursuit une carrière en tant que soldat, servant dans l'Armée prussienne, atteignant le grade de major.
Le 4 mars 1909, Bernard conclut un morganatique avec la baronne Armgard von Cramm. Avant ce mariage, sa femme obtient le titre de comtesse de Biesterfeld (Gräfin von Biesterfeld) le 8 février 1909. Elle et ses deux fils Bernard et Aschwin sont créés princes de Lippe-Biesterfeld (Prinz zur Lippe-Biesterfeld) le 24 février 1916, avec le style Altesse Sérénissime, qui amènent leurs enfants à une plus haute place dans la ligne de succession, dans laquelle ils avaient jusque-là la dernière. Le suffixe Biesterfeld est relancé pour marquer le début d'une nouvelle cadets de la ligne,,.
Ils ont deux fils:
- Bernhard de Lippe-Biesterfeld (29 juin 1911 – 1er décembre 2004), marié en 1937 à Juliana des Pays-Bas.
- Aschwin de Lippe-Biesterfeld (13 juin 1914 – 14 mai 1988), marié en 1951 à Simone Arnoux, sans descendance.